# Monstera
Genre
Le genre Monstera comprend plus d'une centaine d'espèces de plantes épiphytes de la famille des Aracées, originaires des régions tropicales d'Amérique.

## Description
Ce sont des lianes sempervirentes, pouvant grimper dans les arbres jusqu'à 20 m de hauteur. Ces lianes produisent des racines aériennes qui renforcent l'accrochage de la plante sur son support et qui peuvent aussi rejoindre le sol pour s'y replanter. Les feuilles de nombreuses espèces de Monstera présentent des perforations, permettant de laisser passer la lumière aux feuilles du bas.

## Taxonomie et classification
Il y a des doutes sur l'origine du nom du genre Monstera. On pense qu'il vient du latin monstrifer, qui fait allusion à l'énormité et aux perforations des feuilles de certaines espèces.

## Liste d'espèces
Selon BioLib (22 juillet 2023) :
- Monstera acacoyaguensis Matuda
- Monstera acuminata K. Koch
- Monstera adansonii Schott
- Monstera amargalensis Croat & M.M. Mora
- Monstera aureopinnata Croat
- Monstera barrieri Croat
- Monstera bocatorensis Croat & M. Cedeño
- Monstera buseyi Croat & Grayum
- Monstera cenepensis Croat
- Monstera costaricensis (Engl. & K. Krause) Croat & Grayum
- Monstera deliciosa Liebm.
- Monstera dissecta (Schott) Croat & Grayum
- Monstera donosoensis Croat, M. Cedeño & O. Ortíz
- Monstera dubia (Kunth) Engl. & K. Krause
- Monstera epipremnoides Engl.
- Monstera filamentosa Croat & Grayum
- Monstera florescanoana Croat, T. Krömer & Acebey
- Monstera gigas Croat, Zuluaga, M. Cedeño & O. Ortiz
- Monstera glaucescens Croat & Grayum
- Monstera gracilis Engl.
- Monstera kessleri Croat
- Monstera lechleriana Schott
- Monstera lentii Croat & Grayum
- Monstera limitaris M. Cedeño
- Monstera luteynii Madison
- Monstera membranacea Madison
- Monstera minima Madison
- Monstera molinae Croat & Grayum
- Monstera obliqua Miq.
- Monstera oreophila Madison
- Monstera pinnatipartita Schott
- Monstera pittieri Engl.
- Monstera planadensis Croat
- Monstera praetermissa E.G. Gonç. & Temponi
- Monstera punctulata (Schott) Schott ex Engl.
- Monstera siltepecana Matuda
- Monstera spruceana (Schott) Engl.
- Monstera standleyana G.S. Bunting
- Monstera subpinnata (Schott) Engl.
- Monstera tenuis K. Koch
- Monstera titanum Croat, M. Cedeño & O. Ortiz
- Monstera tuberculata Lundell
- Monstera vasquezii Croat
- Monstera xanthospatha Madison

Selon ITIS (22 juillet 2023) :
- Monstera adansonii Schott
- Monstera deliciosa Liebm.

Selon NCBI (22 juillet 2023) :
- Monstera acacoyaguensis Matuda, 1949
- Monstera acuminata K.Koch, 1855
- Monstera adansonii Schott
- Monstera aureopinnata Croat, 2005
- Monstera buseyi Croat & Grayum, 1997
- Monstera deliciosa Liebm.
- Monstera dissecta (Schott) Croat & Grayum, 1987
- Monstera dubia Marcgravia dubia Kunth, 1825
- Monstera egregia Schott, 1864
- Monstera epipremnoides Engl., 1905
- Monstera falcifolia Engl.
- Monstera filamentosa Croat & Grayum, 1997
- Monstera florescanoana Croat, T.Krömer & Acebey, 2010
- Monstera gracilis Engl., 1879
- Monstera integrifolia Zuluaga & Croat, 2018
- Monstera lechleriana Schot
- Monstera obliqua Miq.
- Monstera oreophila Madison, 1977
- Monstera pinnatipartita Schott, 1857
- Monstera pittieri Engl., 1905
- Monstera planadensis Croat, 2010
- Monstera punctulata (Schott) Schott ex Engl.
- Monstera siltepecana Matuda
- Monstera spruceana (Schott) Engl.
- Monstera subpinnata (Schott) Engl.
- Monstera tenuis K.Koch
- Monstera tuberculata Lundell, 1939
- Monstera vasquezii Croat, 2005
- Monstera xanthospatha Madison, 1977

Selon The Plant List (22 juillet 2023) :
- Monstera acacoyaguensis Matuda
- Monstera acuminata K.Koch
- Monstera adansonii Schott
- Monstera alticola Croat
- Monstera amargalensis Croat & M.M.Mora
- Monstera aureopinnata Croat
- Monstera barrieri Croat, Moonen & Poncy
- Monstera bocatorana Croat & Grayum
- Monstera buseyi Croat & Grayum
- Monstera cenepensis Croat
- Monstera coloradensis Croat
- Monstera costaricensis (Engl. & K.Krause) Croat & Grayum
- Monstera deliciosa Liebm.
- Monstera dissecta (Schott) Croat & Grayum
- Monstera dubia (Kunth) Engl. & K.Krause
- Monstera epipremnoides Engl.
- Monstera filamentosa Croat & Grayum
- Monstera florescanoana Croat, T.Krömer & Acebey
- Monstera fortunense Croat
- Monstera glaucescens Croat & Grayum
- Monstera gracilis Engl.
- Monstera jefense Croat
- Monstera kessleri Croat
- Monstera lechleriana Schott
- Monstera lentii Croat & Grayum
- Monstera luteynii Madison
- Monstera membranacea Madison
- Monstera minima Madison
- Monstera molinae Croat & Grayum
- Monstera obliqua Miq.
- Monstera oreophila Madison
- Monstera pinnatipartita Schott
- Monstera pirrense Croat
- Monstera pittieri Engl.
- Monstera planadensis Croat
- Monstera praetermissa E.G.Gonç. & Temponi
- Monstera punctulata (Schott) Schott ex Engl.
- Monstera siltepecana Matuda
- Monstera spruceana (Schott) Engl.
- Monstera standleyana G.S.Bunting
- Monstera subpinnata (Schott) Engl.
- Monstera tenuis K.Koch
- Monstera tuberculata Lundell
- Monstera vasquezii Croat
- Monstera xanthospatha Madison

Selon Tropicos (22 juillet 2023) (Attention liste brute contenant possiblement des synonymes) :
- Monstera acacoyaguensis Matuda
- Monstera acostae Croat
- Monstera acreana K. Krause
- Monstera acuminata K. Koch
- Monstera adansonii Schott
- Monstera alcirana Croat, M. Cedeño, Zuluaga & O. Ortiz
- Monstera alfaroi Croat & M. Cedeño
- Monstera allenii Croat, A. Gómez & Zuluaga
- Monstera amargalensis Croat & M.M. Mora
- Monstera amomifolia Poepp.
- Monstera anomala Zuluaga & Croat
- Monstera atlantica Croat
- Monstera aureopinnata Croat
- Monstera barrieri Croat, Moonen & Poncy
- Monstera barvaensis Croat
- Monstera belizensis Lundell
- Monstera blanchetii Schott
- Monstera bocatorensis Croat & M. Cedeño
- Monstera boliviana Rusby
- Monstera bonifaziae Croat & Cornejo
- Monstera borsigiana K. Koch
- Monstera brownii S. Moore
- Monstera buseyi Croat & Grayum
- Monstera calvarioensis Croat
- Monstera campanensis Croat
- Monstera cannifolia Schott
- Monstera carrilloensis Croat
- Monstera caudata (Roxb.) Schott
- Monstera cenepensis Croat
- Monstera chiapensis Matuda
- Monstera chiriquensis Croat
- Monstera coclensis Croat
- Monstera coibensis Croat & O. Ortiz
- Monstera copensis Croat
- Monstera coriacea Engl.
- Monstera costaricensis (Engl. & K. Krause) Croat & Grayum
- Monstera cotobrusensis Croat
- Monstera crassifolia Schott
- Monstera croatii M. Cedeño & A. Hay
- Monstera cuspidata Gardner
- Monstera dalyi Croat
- Monstera davidneillii Croat
- Monstera decursiva (Roxb.) Schott
- Monstera deliciosa Liebm.
- Monstera dilacerata (K. Koch & Sello) K. Koch
- Monstera dimidiata Schott
- Monstera dissecta (Schott) Croat & Grayum
- Monstera donosoensis Croat, M. Cedeño & O. Ortiz
- Monstera dresleri Croat
- Monstera dubia (Kunth) Engl. & K. Krause
- Monstera dwyeri Croat
- Monstera ecuadorensis Engl. & K. Krause
- Monstera egregia Schott
- Monstera epipremnoides Engl.
- Monstera expilata Schott
- Monstera fabregaensis Croat
- Monstera falcifolia Engl.
- Monstera fendleri Engl.
- Monstera fenestrata Schott
- Monstera filamentosa Croat & Grayum
- Monstera florescanoana Croat, T. Krömer & Acebey
- Monstera foreroi Croat
- Monstera friedrichsthalii Schott
- Monstera gambensis M. Cedeño & M.A. Blanco
- Monstera garwoodiae Croat
- Monstera gaudichaudii Schott
- Monstera gentryi Croat, M. Cedeño & O. Ortiz
- Monstera gigantea (Roxb.) Schott
- Monstera gigas Croat, Zuluaga, M. Cedeño & O. Ortiz
- Monstera glaucescens Croat & Grayum
- Monstera golfitoensis Croat
- Monstera gracilis Engl.
- Monstera grandifolia Standl. & Steyerm.
- Monstera guzmanjacobiae Díaz Jim., M. Cedeño, Zuluaga & Aguilar-Rodr.
- Monstera hammelii Croat
- Monstera hannonii Croat
- Monstera harrisoniorum Croat
- Monstera henripittieri G.S. Bunting
- Monstera henry-pittieri G.S. Bunting
- Monstera holtoniana Schott
- Monstera hornitensis Croat
- Monstera ibaneziae Croat
- Monstera imrayana Schott
- Monstera integrifolia Zuluaga & Croat
- Monstera irritans N.W. Simmonds
- Monstera jacquinii Schott
- Monstera juliusii M. Cedeño & Croat
- Monstera karwinskyi Schott
- Monstera kessleri Croat
- Monstera kikiae Zuluaga & M. Cedeño
- Monstera killipii K. Krause
- Monstera klotzschiana Schott
- Monstera knappiae Croat
- Monstera lanceifolia Schott
- Monstera latevaginata Engl. & K. Krause
- Monstera latiloba K. Krause
- Monstera lechleriana Schott
- Monstera lennea K. Koch
- Monstera lentii Croat & Grayum
- Monstera limitaris M. Cedeño
- Monstera lingulata (L.) Schott
- Monstera linifera Schott
- Monstera longipedunculata Matuda
- Monstera luteynii Madison
- Monstera macphersonii Croat
- Monstera macrophylla Schott
- Monstera maderaverde Grayum & Karney
- Monstera madisonii Croat
- Monstera magnispatha Matuda
- Monstera maliensis Croat
- Monstera mansellii Croat
- Monstera maxima Engl. & K. Krause
- Monstera maximiliani Engl.
- Monstera membranacea Madison
- Monstera mendietae Croat
- Monstera microstachys Schott
- Monstera milleriana Schott
- Monstera minima Madison
- Monstera mittermeieri M. Cedeño
- Monstera modesta Schott
- Monstera molinae Grayum
- Monstera momoi Zuluaga & M. Cedeño
- Monstera monstera guzman-jacobiana Díaz Jim., M. Cedeño & Zuluaga
- Monstera monstera tarrazuensis Croat
- Monstera monteverdensis M. Cedeño & Croat
- Monstera moralesii Croat
- Monstera moritziana (Schott) Steyerm.
- Monstera naranjoensis Croat
- Monstera ngabensis Croat
- Monstera niquensis Croat
- Monstera obliqua Miq.
- Monstera obliqua var. kroemerii
- Monstera oblongifolia Schott
- Monstera occidentalis (Poepp.) K. Koch ex Ender
- Monstera officinalis (Roxb.) Schott
- Monstera oreophila Madison
- Monstera ortizii Croat
- Monstera ovata (Miq.) Schott
- Monstera palidiacuta Croat
- Monstera palidilinensis Croat
- Monstera pamsleeperi Croat
- Monstera parkeriana Schott
- Monstera peckoltii K. Krause
- Monstera peepla (Roxb.) Schott
- Monstera pertusa (Roxb.) Schott
- Monstera peruviana Engl.
- Monstera pichinchensis Croat
- Monstera pinnata (L.) Schott
- Monstera pinnatifida (Roxb.) Schott
- Monstera pinnatipartita Schott
- Monstera pittieri Engl.
- Monstera planadensis Croat
- Monstera poeppigii Schott
- Monstera praetermissa E.G. Gonç. & Temponi
- Monstera pseudoreophila Croat
- Monstera punctulata (Schott) Schott ex Engl.
- Monstera quereteroense Croat
- Monstera rimachii Croat
- Monstera roseospadix Matuda
- Monstera sagotiana Engl.
- Monstera santamariae Croat
- Monstera santaritensis Croat
- Monstera schlechtendalii Croat
- Monstera seemanni Schott
- Monstera siltepecana Matuda
- Monstera snethlagei K. Krause
- Monstera solanoi Croat
- Monstera spruceana (Schott) Engl.
- Monstera standleyana G.S. Bunting
- Monstera steyermarkii G.S. Bunting
- Monstera subpinnata (Schott) Engl.
- Monstera surinamensis (Miq.) Schott
- Monstera sytsmae Croat
- Monstera tablasensis M. Cedeño
- Monstera tacanaensis Matuda
- Monstera tacarcunensis Croat
- Monstera talamancaensis Croat
- Monstera tapantiensis Croat
- Monstera tarrazuensis Croat & M. Cedeño
- Monstera tenuis K. Koch
- Monstera tigreoensis Croat
- Monstera tiribiensis Croat
- Monstera titanum Croat, M. Cedeño & O. Ortiz
- Monstera trijuga K. Koch ex Ender
- Monstera tuberculata Lundell
- Monstera tutensis Croat
- Monstera uleana Engl.
- Monstera unilatera Rusby
- Monstera upalaensis Croat
- Monstera utleyorum Croat
- Monstera vasquezii Croat
- Monstera velloziana Schott
- Monstera viridispatha Matuda
- Monstera wilburii Croat
- Monstera wilsoniensis M. Cedeño & Grayum
- Monstera xanthospatha Madison
- Monstera zapatae
- Monstera zhui Croat